# Профсоюзный центр трудящихся Кубы
Профсоюзный центр трудящихся Кубы (исп. Central de Trabajadores de Cuba, СТС) — объединение отраслевых профсоюзов Республики Куба, одна из самых массовых общественных организаций страны.

## История
Предшественником центра является Национальная конфедерация рабочих Кубы (Confederación Nacional Obrera de Cuba), созданная в 1925 году.
Начавшийся в 1929 году всемирный экономический кризис серьёзно ухудшил положение широких слоёв населения страны (уже в 1931 число безработных достигло 500 тыс. человек, или 1/8 населения страны), что привело к активизации протестного и рабочего движения, несмотря на противодействие властей (1 августа 1933 года в Гаване была расстреляна массовая демонстрация, что стало причиной начавшейся 4 августа 1933 года всеобщей забастовки).
На проходившем в сентябре 1938 года в Мексике 2-м конгрессе рабочих стран Латинской Америки представители кубинских профсоюзов и рабочих организаций приняли решение о объединении рабочего движения на Кубе и в январе 1939 года была создана Конфедерация трудящихся Кубы (Confederación de Trabajadores de Cuba).
В условиях начавшейся «холодной войны» в декабре 1947 года КТК была запрещена, а многие деятели рабочего движения убиты, но полностью подавить протестное движение власти не сумели.
После победы Кубинской революции организация принимала активное участие в ликвидации неграмотности в стране и повышении образовательного уровня рабочих.
В 1961 году организация была переименована в Профсоюзный центр трудящихся Кубы. В 1964 году центр объединял 25 отраслевых профсоюзов страны. В августе 1966 года центр был реорганизован в 14 отраслевых профсоюзов, объединявших 1,423 млн. человек.
В 1972 году в организации насчитывалось свыше 1,6 млн человек.
Официальным печатным изданием центра является газета «Trabajadores» (выходит с 1970 года).
В конце 1988 года в организации состояло 3 млн. человек, в 1992 году - свыше 3,5 млн человек.